# Liste der Baudenkmäler in Burggen

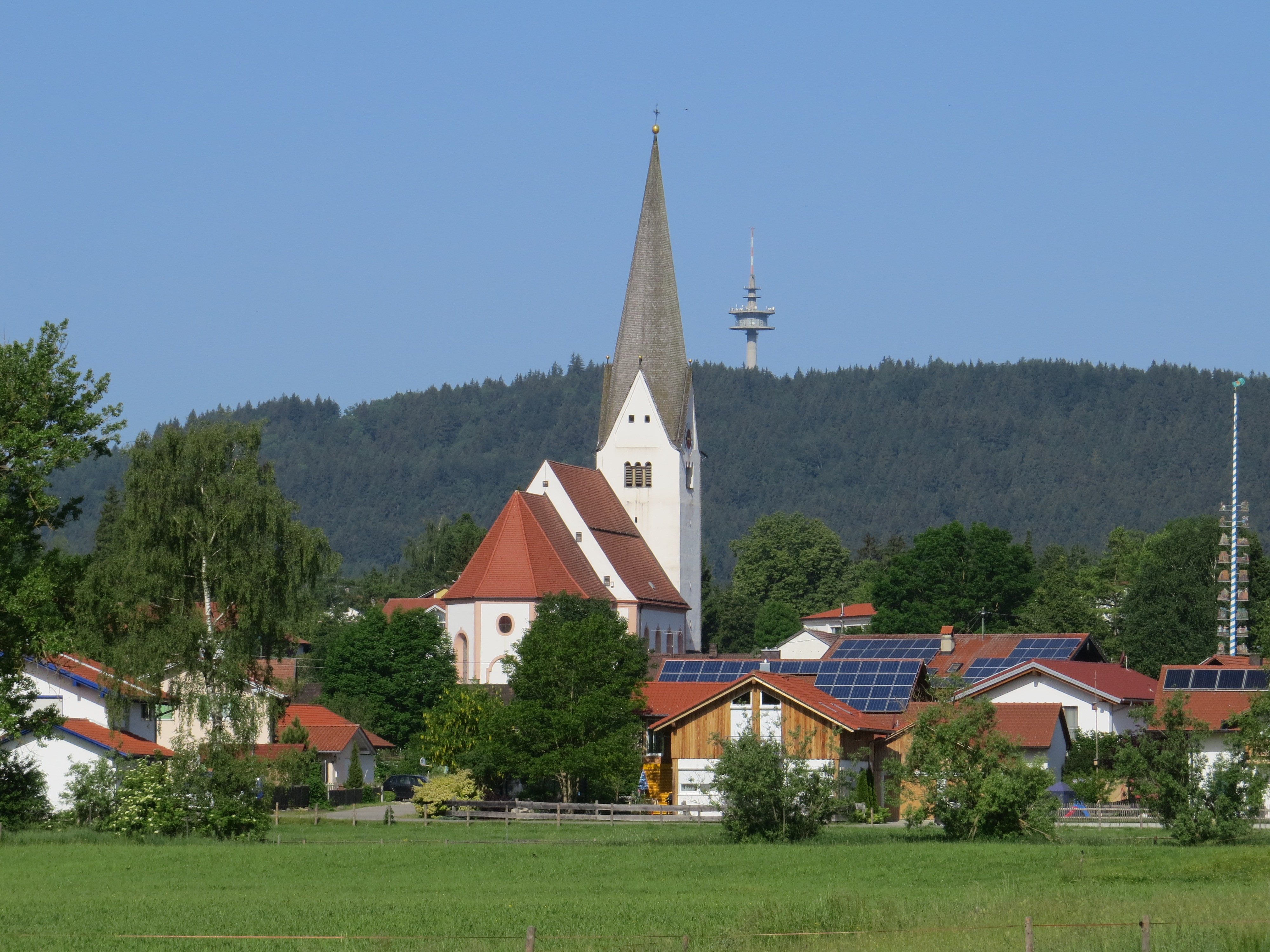
Blick auf Burggen

Auf dieser Seite sind die Baudenkmäler in der oberbayerischen Gemeinde Burggen zusammengestellt. Diese Tabelle ist eine Teilliste der Liste der Baudenkmäler in Bayern. Grundlage ist die Bayerische Denkmalliste, die auf Basis des Bayerischen Denkmalschutzgesetzes vom 1. Oktober 1973 erstmals erstellt wurde und seither durch das Bayerische Landesamt für Denkmalpflege geführt wird. Die folgenden Angaben ersetzen nicht die rechtsverbindliche Auskunft der Denkmalschutzbehörde.

## Ensembles

### Ensemble St.-Anna-Straße

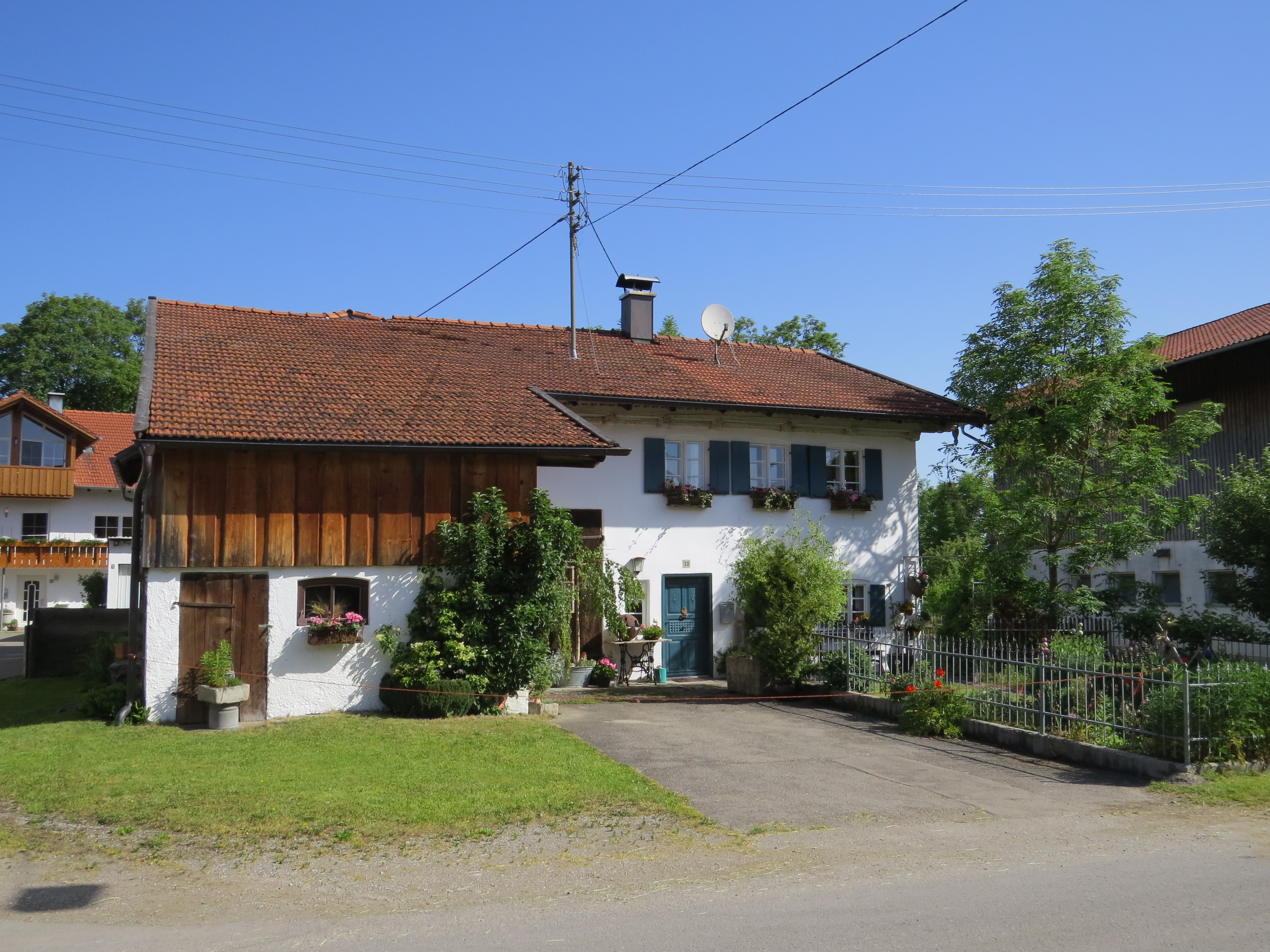

Das Ensemble umfasst die gesamte Bebauung der St.-Anna-Straße von der Kreuzung mit der Füssener Straße bis zum Ende der Straße, wo die Obere Dorfstraße abzweigt. 
Die planmäßige Anlage der St.-Anna-Straße in ihrer konsequenten Ausrichtung aller Höfe mit dem Giebel nach Osten und Wiederkehr oder Hakenschopf nach Süden ist das Ergebnis des Wiederaufbaus nach dem großen Ortsbrand von 1795; dabei wurde auf Abstände zwischen den Anwesen und gleichmäßige Orientierung geachtet. In ihrem Baubestand zeigt die Straße eine beachtenswerte Häufung von Nordostallgäuer Bauernhäusern mit Flachsatteldächern über geständerten Kniestöcken mit Andreaskreuzen. Die jüngeren, im 19. Jahrhundert erneuerten Anwesen haben Wiederkehr, die älteren Hakenschopf.
Aktennummer: E-1-90-118-1

## Baudenkmäler nach Ortsteilen

### Burggen
| Lage                                          | Objekt                                                                    | Beschreibung | Akten-Nr.              | Bild                                                        |
| --------------------------------------------- | ------------------------------------------------------------------------- | --- | ---------------------- | ----------------------------------------------------------- |
| Engenwiesstraße 1 (Standort)                  | Kapelle St. Eligius                                                       | achteckiger verputzter Zentralbau mit Zeltdach und zwiebelbekröntem Dachreiter, 1627/31, rechteckiger Chor angebaut 1718; mit Ausstattung | D-1-90-118-1 Wikidata  | weitere Bilder                                              |
| Engenwiesstraße 5 (Standort)                  | Bauernhof, sogenannt beim Sündhofer                                       | zweigeschossiger Einfirsthof mit flachem Satteldach, verputzter Ständerbau, um 1800 | D-1-90-118-2 Wikidata  | Bauernhof, sogenannt beim Sündhofer                         |
| Füssener Straße (Standort)                    | Dorfbrunnen                                                               | gusseisernes Oktogon mit neugotischer Brunnensäule, 1857 | D-1-90-118-41 Wikidata | Dorfbrunnen                                                 |
| Füssener Straße 1 (Standort)                  | Ehemaliger Bauernhof                                                      | zweigeschossiger Einfirsthof mit Flachsatteldach und Bundwerk-Kniestock, Ende 18. Jahrhundert, Wirtschaftsteil modernisiert; Einfriedung, gusseisern, letztes Viertel 19. Jahrhundert | D-1-90-118-3 Wikidata  | BW                                                          |
| Füssener Straße 2 (Standort)                  | Ehemaliger Bauernhof                                                      | zweigeschossiger breitgelagerter Einfirsthof mit Satteldach, zwei Hausfiguren an den Gebäudeecken und giebelseitiger aufgedoppelte Sterntür, im Kern 1796, später verändert | D-1-90-118-4 Wikidata  | Ehemaliger Bauernhof                                        |
| Füssener Straße 9 (Standort)                  | Gasthof zum Adler                                                         | zweigeschossiger verputzter Einfirsthof mit flachem Satteldach, bezeichnet 1848, aufgedoppelte Haustür und Ausleger 18. Jahrhundert | D-1-90-118-6 Wikidata  | BW                                                          |
| Füssener Straße 12 (Standort)                 | Ehemaliger Bauernhof, sogenannt beim Schneckler                           | zweigeschossiger Einfirsthof mit flachem Satteldach und Giebelbundwerk, verputzter Ständerbohlenbau, dendrochronologisch datiert 1699 | D-1-90-118-7 Wikidata  | BW                                                          |
| Füssener Straße 24 (Standort)                 | Ehemaliger Bauernhof                                                      | zweigeschossiger ehemaliger Einfirsthof mit flachem Satteldach, verputzt, um 1837 | D-1-90-118-8 Wikidata  | BW                                                          |
| Kirchenstraße 2 (Standort)                    | Wohnteil des ehemaligen Bauernhofs                                        | zweigeschossiger Satteldachbau mit Putzgliederung und Sterntüren, bezeichnet 1848 | D-1-90-118-42 Wikidata | Wohnteil des ehemaligen Bauernhofs                          |
| Kirchenstraße 5 (Standort)                    | Hauskreuz                                                                 | barocker Holz-Kruzifix, wohl 18. Jahrhundert | D-1-90-118-9 Wikidata  | BW                                                          |
| Kirchenstraße 12 (Standort)                   | Katholische Pfarrkirche St. Stephan                                       | barocker Saalbau mit stark eingezogenem Polygonalchor und angefügter Sakristei, Neubau von Johann Gannebacher 1680/82 unter Einbeziehung des spätgotischen Flankenturms mit kleiner Kapelle, 1778/79 umgestaltet; mit Ausstattung                                                                  | D-1-90-118-10 Wikidata | weitere Bilder                                              |
| Kirchenstraße 13 (Standort)                   | Wohnteil des ehemaligen Kleinbauernhauses                                 | zweigeschossiger Putzbau mit Flachsatteldach, im Kern 18. Jahrhundert | D-1-90-118-11 Wikidata | weitere Bilder                                              |
| Kirchhaldengasse 6 (Standort)                 | Fresko und Figur                                                          | Auf der Nordseite Fresko (Inschriftkartusche mit Engel), bezeichnet 1756; auf der Giebelseite Figur Christi an der Martersäule, 18. Jahrhundert | D-1-90-118-12 Wikidata | BW                                                          |
| Mühlenweg 5 (Standort)                        | Ehemaliges Kleinbauernhaus                                                | zweigeschossiger verputzter Einfirsthof mit Flachsatteldach, Ende 18. Jahrhundert | D-1-90-118-13 Wikidata | BW                                                          |
| Mühlenweg 10 (Standort)                       | Wohnstallhaus des ehemaligen Einfirsthofes                                | zweigeschossiger Putzbau mit flachem Satteldach, Ende 18. Jahrhundert | D-1-90-118-14 Wikidata | BW                                                          |
| Obere Dorfstraße 9 (Standort)                 | Ehemaliger Bauernhof                                                      | zweigeschossiger Einfirsthof mit flachem Satteldach, Bundwerk und Sterntür, bezeichnet 1797 | D-1-90-118-15 Wikidata | BW                                                          |
| Pfarrhaldenweg 2, 4 (Standort)                | Ehemaliger Pfarrhof                                                       | Pfarrhaus, zweigeschossiger Putzbau mit steilem Satteldach und Architekturmalerei, bezeichnet 1712; Ehemaliger Pfarrstadel, jetzt Kindergarten, zweigeschossiger verbretterter Ständerbau mit Satteldach und Bundwerk, um 1800                                                                     | D-1-90-118-16 Wikidata | Ehemaliger Pfarrhof                                         |
| St.-Anna-Straße (Standort)                    | Grenzstein                                                                | mit Wappen PfB (Pfalz-Baiern) und HA (Hochstift Augsburg), bezeichnet 1785 | D-1-90-118-45 Wikidata | BW                                                          |
| St.-Anna-Straße 1 (Standort)                  | Hauskreuz des sogenannten Schulhans-Hofes                                 | barocker Holz-Kruzifix, 18. Jahrhundert | D-1-90-118-43 Wikidata | Hauskreuz des sogenannten Schulhans-Hofes                   |
| St.-Anna-Straße 3 (Standort)                  | Wohnteil des ehemaligen Einfirsthofes                                     | zweigeschossiger Putzbau mit flachem Satteldach, bezeichnet 1796 | D-1-90-118-20 Wikidata | BW                                                          |
| St.-Anna-Straße 12 (Standort)                 | Wohnteil des ehemaligen Einfirsthofs, sogenannt beim Glaser               | zweigeschossiger Putzbau mit flachem Satteldach und breitem Traufgebälk, im Kern 1795/97, Giebelbundwerk Ende 19. Jahrhundert | D-1-90-118-22 Wikidata | Wohnteil des ehemaligen Einfirsthofs, sogenannt beim Glaser |
| St.-Anna-Straße 13 (Standort)                 | Ehemaliger Bauernhof, sogenannt beim Stotz                                | breitgelagerter zweigeschossiger Einfirsthof mit Flachsatteldach, aufgedoppelten Sterntüren und Bundwerk-Kniestock, um 1800 | D-1-90-118-23 Wikidata | Ehemaliger Bauernhof, sogenannt beim Stotz                  |
| St.-Anna-Straße 17 (Standort)                 | Wohnteil des ehemaligen Bauernhofs, sogenannt beim Florianus bzw. Leicher | zweigeschossiger verputzter Holzständerbau mit flachem Satteldach, um 1800 | D-1-90-118-25 Wikidata | BW                                                          |
| St.-Anna-Straße 19 (Standort)                 | Ehemaliger Einfirsthof, sogenannt beim Broll                              | zweigeschossiger Putzbau mit flachem Satteldach und aufgedoppelter Rautentür, Ende 18. Jahrhundert, eingebauter Getreidekasten bezeichnet 1687, Wirtschaftsteil 1930 verändert | D-1-90-118-26 Wikidata | Ehemaliger Einfirsthof, sogenannt beim Broll                |
| St.-Anna-Straße 20 (Standort)                 | Ehemalige Sölde, sogenannt beim Hafner                                    | zweigeschossiger verputzter Einfirsthof mit flachem Satteldach, Ende 18. Jahrhundert, Hakenschopf und nördliche Erweiterung, 2. Hälfte 19. Jahrhundert | D-1-90-118-27 Wikidata | Ehemalige Sölde, sogenannt beim Hafner                      |
| St.-Anna-Straße 24 (Standort)                 | Hauskreuz                                                                 | barocker Holz-Kruzifix, 18. Jahrhundert | D-1-90-118-29 Wikidata | Hauskreuz                                                   |
| St.-Anna-Straße 50 (Standort)                 | Ehemalige Wallfahrtskirche St. Anna, jetzt katholische Filialkirche       | im Kern spätgotischer Saalbau mit eingezogenem Polygonalchor, angefügter Sakristei und nördlichem Flankenturm, teilweiser Neubau 1612/14, Umgestaltung 1674 und 1744/45; mit Ausstattung; Ehemalige Klause, an die Kirche angebauter zweigeschossiger Putzbau mit Walmdach, 1703/05, erneuert 1730 | D-1-90-118-31 Wikidata | weitere Bilder                                              |
| Schwarzkreuzstraße (Ecke Angerweg) (Standort) | Wegkreuz                                                                  | gusseiserner Korpus auf schmiedeeisernem Kreuz, neugotisch, bez. 1904 | D-1-90-118-47 Wikidata | Wegkreuz                                                    |
| Schwarzkreuzstraße 1 a (Standort)             | Wohnteil des ehemaligen Bauernhauses                                      | zweigeschossiger Putzbau mit breiter Giebellaube und Satteldach, im Kern 2. Hälfte 18. Jahrhundert, Überformung und Dachaufsteilung nach Mitte 19. Jahrhundert | D-1-90-118-44 Wikidata | BW                                                          |
| Sportplatzweg 3 (Standort)                    | Hauskreuz                                                                 | volkstümlicher Kruzifix, Holz, 18. Jahrhundert | D-1-90-118-18 Wikidata | BW                                                          |

### Haslach
| Lage                  | Objekt                                 | Beschreibung | Akten-Nr.              | Bild                 |
| --------------------- | -------------------------------------- | --- | ---------------------- | -------------------- |
| Haslach 10 (Standort) | Ehemaliger Bauernhof                   | zweigeschossiger Einfirsthof mit Flachsatteldach und Querstadel, 2. Hälfte 18. Jahrhundert                          | D-1-90-118-33 Wikidata | Ehemaliger Bauernhof |
| Haslach 12 (Standort) | Ehemaliger Einfirsthof mit Hakenschopf | zweigeschossiger Putzbau mit flachem Satteldach, 2. Hälfte 18. Jahrhundert, Erweiterung nach Norden 19. Jahrhundert | D-1-90-118-34 Wikidata | BW                   |

### Tannenberg
| Lage                      | Objekt                             | Beschreibung | Akten-Nr.              | Bild           |
| ------------------------- | ---------------------------------- | --- | ---------------------- | -------------- |
| Tannenberg (Standort)     | Kapelle St. Joseph                 | kleiner verputzter Saalbau mit stark eingezogenem Polygonalchor, kleinem Vorzeichen und Fassadentürmchen, 1774; mit Ausstattung                                                                             | D-1-90-118-37 Wikidata | weitere Bilder |
| Tannenberg 104 (Standort) | Katholische Pfarrkirche St. Oswald | verputzter Saalbau mit stark eingezogenem Polygonalchor, daran angefügter Sakristei und kräftigem Westturm mit gedrücktem Spitzhelm, im Stil des Biedermeier, von Matthias Left, 1819–1827; mit Ausstattung | D-1-90-118-36 Wikidata | weitere Bilder |

### Ziegler
| Lage                 | Objekt                                                      | Beschreibung                                                                              | Akten-Nr.              | Bild                                                        |
| -------------------- | ----------------------------------------------------------- | ----------------------------------------------------------------------------------------- | ---------------------- | ----------------------------------------------------------- |
| Ziegler 1 (Standort) | Hofkapelle zum Leidenden Heiland, sogenannte Zieglerkapelle | kleiner neugotischer Rechteckbau mit Dachreiter, bezeichnet 1864, Lourdesgrotte wohl 1894 | D-1-90-118-32 Wikidata | Hofkapelle zum Leidenden Heiland, sogenannte Zieglerkapelle |

## Ehemalige Baudenkmäler
In diesem Abschnitt sind Objekte aufgeführt, die früher einmal in der Denkmalliste eingetragen waren, jetzt aber nicht mehr. Objekte, die in anderem Zusammenhang – also z. B. als Teil eines Baudenkmals – weiter eingetragen sind, sollen hier nicht aufgeführt werden. Aktennummern in diesem Abschnitt sind ehemalige, jetzt nicht mehr gültige Aktennummern.

| Lage                                | Objekt    | Beschreibung                                                 | Akten-Nr.              | Bild |
| ----------------------------------- | --------- | ------------------------------------------------------------ | ---------------------- | ---- |
| Tannenberg Tannenberg 1 (Standort)  | Bundwerk  | Bundwerk und Sturzbalken über dem Tennentor, bezeichnet 1835 | D-1-90-118-39 Wikidata | BW   |
| Tannenberg Tannenberg 3 (Standort)  | Bundwerk  | Bundwerk über dem Tennentor, um 1835                         | D-1-90-118-38 Wikidata | BW   |
| Tannenberg Tannenberg 31 (Standort) | Tennentor | Bezeichnet mit dem Jahr 1836                                 | D-1-90-118-40 Wikidata | BW   |